# Microstylum saverrio
Microstylum saverrio là một loài ruồi trong họ Asilidae. Microstylum saverrio được Walker miêu tả năm 1849. Loài này phân bố ở vùng nhiệt đới châu Phi.